# محمد برسوزیان

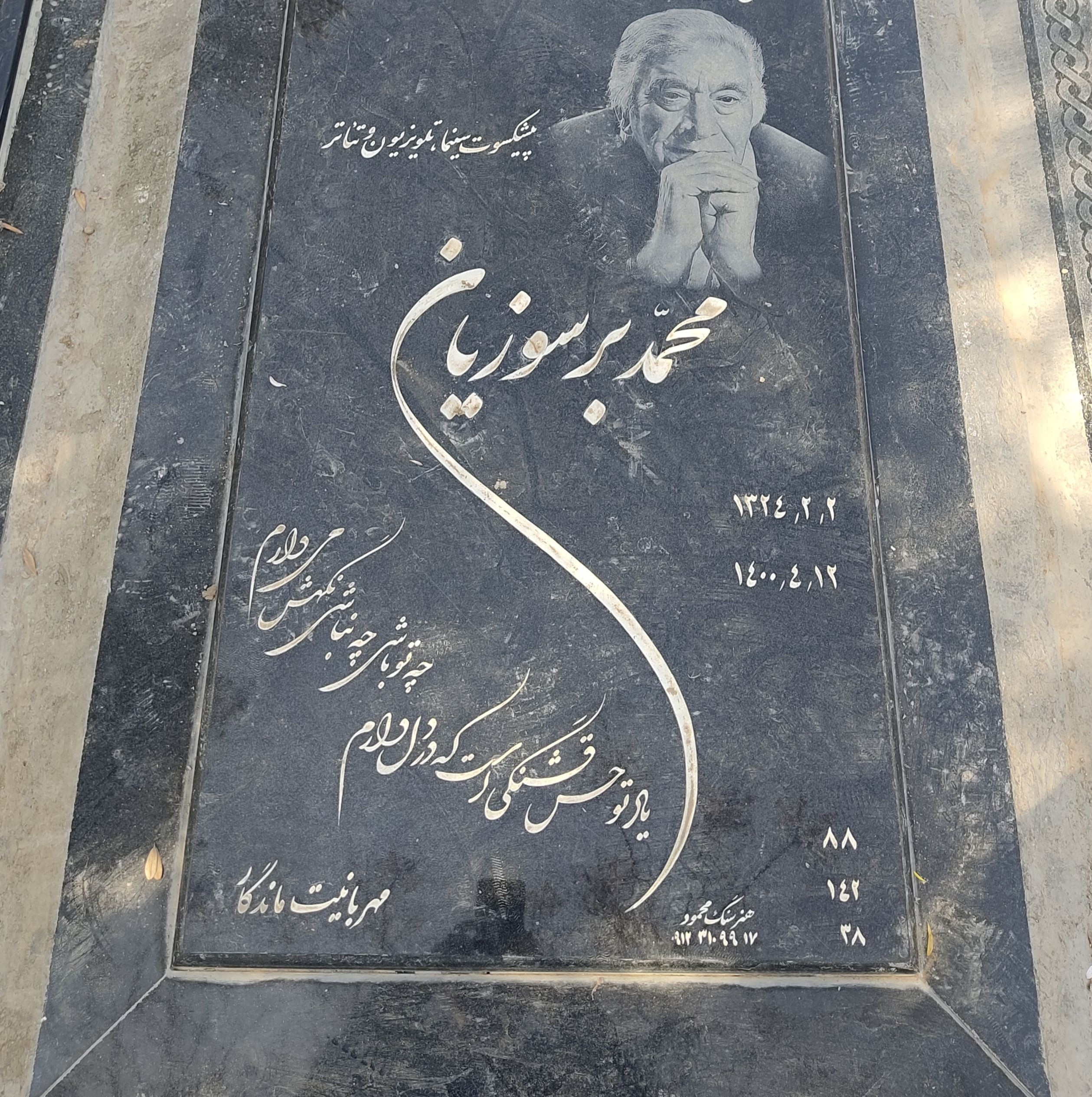
قبر محمد برسوزیان در قطعه هنرمندان بهشت زهرا

محمد برسوزیان (۲ اردیبهشت ۱۳۲۴ – ۱۲ تیر ۱۴۰۰)، بازیگر ایرانی بود. از مهم‌ترین آثار محمد برسوزیان می‌توان به ایفای نقش درسریال سه در چهار، متهم گریخت، زمانه و روزگار قریب اشاره کرد.

## درگذشت
برسوزیان در ۱۲ تیرماه ۱۴۰۰ بر اثر سکته قلبی درگذشت.و در ۱۴ تیر ۱۴۰۰ پیکرش در قطعه هنرمندان بهشت زهرا به خاک سپرده شد.

## فیلم‌شناسی
| - کوچ (۱۳۵۶) - عشق و خشونت (۱۳۵۶) - سرنوشت سازان (۱۳۵۷) - مرگ سفید (۱۳۶۲) - مردی که زیاد می‌دانست (۱۳۶۳) - طائل (۱۳۶۳) - مدرک جرم (۱۳۶۴) - آتش در زمستان (۱۳۶۴) - میهمانی خصوصی (۱۳۶۵) - معما (۱۳۶۵) - لنگرگاه (۱۳۶۷) - ساوالان (۱۳۶۸) - پوتین (۱۳۷۰) - بندر مه آلود (۱۳۷۱) - دمرل (۱۳۷۲) - چشم شیطان (۱۳۷۲) - یحیی (۱۳۷۴) - بازی با مرگ (۱۳۷۴) - شب روباه (۱۳۷۵) | - شمارش معکوس (۱۳۷۶) - روانی (۱۳۷۶) - پنجه در خاک (۱۳۷۶) - دعوت به شام (۱۳۷۹) - پروانه‌های پشت دیوار (۱۳۷۹) - در چشم باد (۱۳۸۲) - متهم گریخت (۱۳۸۴) - روزگار قریب (۱۳۸۶) - کارناوال مرگ (۱۳۸۷) - سه در چهار (۱۳۸۷) - دوستی از جنس آتش (۱۳۸۸) - زمانه (۱۳۹۱) - هوش سیاه ۲ (۱۳۹۲) - بازنشسته (۱۳۹۲) - پخمه (۱۳۹۳) - نفس گرم (۱۳۹۴) - نهنگ آبی (۱۳۹۷) - آخر خط (۱۳۹۷) - جلال ۲ (۱۳۹۹) |